# Дуглас, Хьюго, 7-й лорд Дуглас
Хьюго Дуглас «Унылый» (1294 — около 1346) — шотландский аристократ и священнослужитель, 7-й лорд Дуглас в 1333—1342 годах.

## Биография
Второй сын Уильяма Дугласа, 5-го лорда Дугласа, и Элеоноры де Лувен, дочери сэра Мэтью де Лувен из Литтл Истона и Мод Пойнтц. Его братья — сэр Джеймс Дуглас, 5-й лорд Дуглас, герой войны за независимость Шотландии, и сэр Арчибальд Дуглас, хранитель пограничной марки.
В 1296 году после конфискации английских владений Уильяма Дугласа, 5-го лорда Дугласа, двухлетний Хью был взят под стражу в Стеббинге (Эссекс), одном из отцовских поместий.
В 1325 году Хьюго Дуглас упоминается в звании каноника кафедрального собора в Глазго во время встречи капитула. Вероятно, он был приходским священником в Роксборо.

## Титулярный лорд Дуглас
После гибели в 1333 году Уильяма Дугласа, 6-го лорда Дугласа, и его брата Арчибальда в битве с англичанами при Халидон-Хилле Хьюго Дуглас унаследовал титул и владения Дугласов. В это время Шотландия находилась в постоянной войне с Англией, отстаивая свою независимость. Английский король Эдуард III Плантагенет и его ставленник Эдуард Баллиол контролировали большую часть Южной Шотландии. В 1334 году Эдуард Баллиол был вынужден уступить значительные территории на юге (Берик, остров Мэн и весь Лотиан с Эдинбургом) Англии. Шотландия вновь признала сюзеренитет английского короля. На уступленных англичанам территориях находились владения Дугласов. Эдуард Баллиол передал земли Дугласов во владение Роберту де Клиффорду, 3-му барону де Клифофрду, внуку Роберта Клиффорда, 1-го барона Клиффорда, владевшему землями Дугласов при короле Эдуарде I. Местные жители под руководством Уильяма Дугласа, лорда Лиддесдейла, начали партизанскую войну против англичан.
Лорд Хьюго Дуглас бежал во Францию, где в 1337 году упоминается в свите шотландского короля Давида II Брюса в замке Шато-Гайар. Там же находились его племянники Уильям и Арчибальд.
В 1337 году сэр Уильям Дуглас, используя партизанскую тактику, успешно сражался в Лотиане и стал именовать себя лордом Лиддесдейла. Предполагается, что лорд Хьюго Дуглас, будучи не воином, передал свои владения под контроль Уильяма Дугласа. В 1342 году Хьюго Дуглас вынужден отказаться от реальной власти в пользу Уильяма Дугласа, лорда Лиддесдейла, фактически правившего землями Дугласов. Ещё во Франции Хьюго Дуглас отказался от власти в пользу своего родного племянника Уильяма Дугласа.
Перед 1346 годом Хьюго Дуглас, исполнявшие свои приходские обязанности в Роксборо, скончался в относительной безвестности.